# Dichrorampha sedatana
Dichrorampha sedatana là một loài bướm đêm thuộc họ Tortricidae. Loài này có ở châu Âu.
Sải cánh dài 12–16 mm. Con trưởng thành bay từ tháng 4 đến tháng 6. Có một lứa một năm.
Ấu trùng chủ yếu ăn Tanacetum vulgare, but also on other Tanacetum species và Leucanthemum.

## Hình ảnh

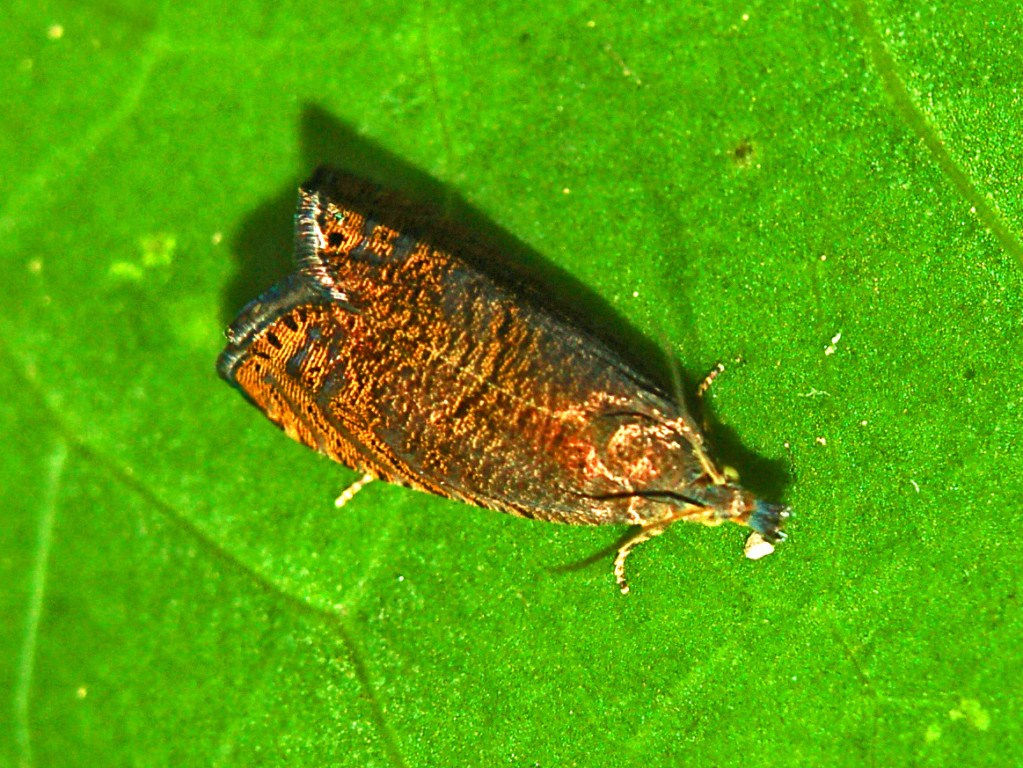